# Букварка
Бу́кварка (укр. Букварка) — село в Александровской поселковой общине Кропивницкого района Кировоградской области Украины.
До 2020 года входило в Александровский район
Население по переписи 2001 года составляло 367 человек. Почтовый индекс — 27345. Телефонный код — 5242. Код КОАТУУ — 3520581501.